# Joensuunselkä
Joensuunselkä är en vik i Finland. Den ligger i Enare träsk i landskapet Lappland, i den norra delen av landet, 1 000 km norr om huvudstaden Helsingfors.